# Baban Baban Ban Vampire
Baban Baban Ban Vampire (ババンババンバンバンパイア, Baban Baban Ban Banpaia) es una serie de manga japonesa escrita e ilustrada por Hiromasa Okujima. Comenzó a serializarse en la revista de manga shōnen de Akita Shoten, Bessatsu Shōnen Champion, en octubre de 2021. Una adaptación televisiva de la serie de anime producida por Gaina se estrenó en enero de 2025 y una adaptación de una película de acción real se estrenará en 2025.

## Argumento
La trama sigue a un vampiro de 450 años llamado Ranmaru, que desea beber la sangre de un joven virgen de 18 años. Ante su deseo, empieza a trabajar a tiempo parcial en una casa de baños donde trabaja un chico de 15 años llamado Rihito, hijo de los dueños del establecimiento. Ranmaru hará entonces cualquier cosa para evitar que el chico pierda la virginidad

## Personajes
Ranmaru Mori (森 蘭丸 Mori Ranmaru?)
 Seiyū: Daisuke Namikawa
Rihito Tatsuno (立野 李仁 Tatsuno Rihito?)
 Seiyū: Yūsuke Kobayashi
Aoi Shinozuka (篠塚 葵 Shinozuka Aoi?)
 Seiyū: Mayuko Kazama
Ken Shinozuka (篠塚 健 Shinozuka Ken?) / Franken (フランケン Furanken?)
 Seiyū: Taku Yashiro
Umetarō Sakamoto (坂本梅太郎 Sakamoto Umetarō?)
 Seiyū: Katsuyuki Konishi
Kaoru Yamaba (山羽カオル Yamaba Kaoru?)
 Seiyū: Akira Sekine

## Contenido de la obra

### Manga
Escrito e ilustrado por Hiromasa Okujima, Baban Baban Ban Vampire comenzó su serialización en la revista de manga shōnen Bessatsu Shōnen Champion de Akita Shoten el 12 de octubre de 2021. Los capítulos de la serie se han compilado en siete volúmenes tankōbon a partir de marzo de 2024.
El manga es publicado en España por la editorial Ediciones Tomodomo bajo el título ¡Va-va-vampiro en los baños!, comenzando su publicación con el primer tomo en junio de 2024.
| No. | Fecha de lanzamiento   | ISBN              |
| --- | ---------------------- | ----------------- |
| 1   | 8 de marzo de 2022     | 978-4-253-22973-9 |
| 2   | 7 de julio de 2022     | 978-4-253-22974-6 |
| 3   | 8 de noviembre de 2022 | 978-4-253-22975-3 |
| 4   | 8 de marzo de 2023     | 978-4-253-22976-0 |
| 5   | 6 de julio de 2023     | 978-4-253-22977-7 |
| 6   | 7 de diciembre de 2023 | 978-4-253-22978-4 |
| 7   | 7 de marzo de 2024     | 978-4-253-22979-1 |

### Anime
El 29 de febrero de 2024, se anunció una adaptación televisiva en serie de anime el Día del Ajo. Esta producida por Gaina y dirigida y escrita por Itsuro Kawasaki, con dirección asistente de Takahiro Tamano, personajes diseñados por Yukiko Ban y música compuesta por Jun Ichikawa. La serie se estrenará el 11 de enero de 2025 en el nuevo bloque de programación IMAnimation de TV Asahi. Netflix obtuvo la licencia de la serie para su transmisión simultánea.